# Richardoestesia
Richardoestesia é um morfogênero de dentes de dinossauros terópodes, originalmente descritos no Cretáceo Superior, onde hoje é o Canadá, os Estados Unidos e o Cazaquistão. Atualmente contém duas espécies, R. gilmorei e R. isosceles, e uma possível terceira, R. asiatica. Tem sido usado como morfotáxon para descrever outros dentes de terópodes amplamente deslocados no tempo e no espaço da espécie-tipo. Se todos os dentes atribuídos ao gênero refletissem verdadeiramente a biologia e o estado taxonômico dos animais, teria sido um dos gêneros de dinossauros mais duradouros, talvez também o mais amplamente distribuído.

## Descoberta

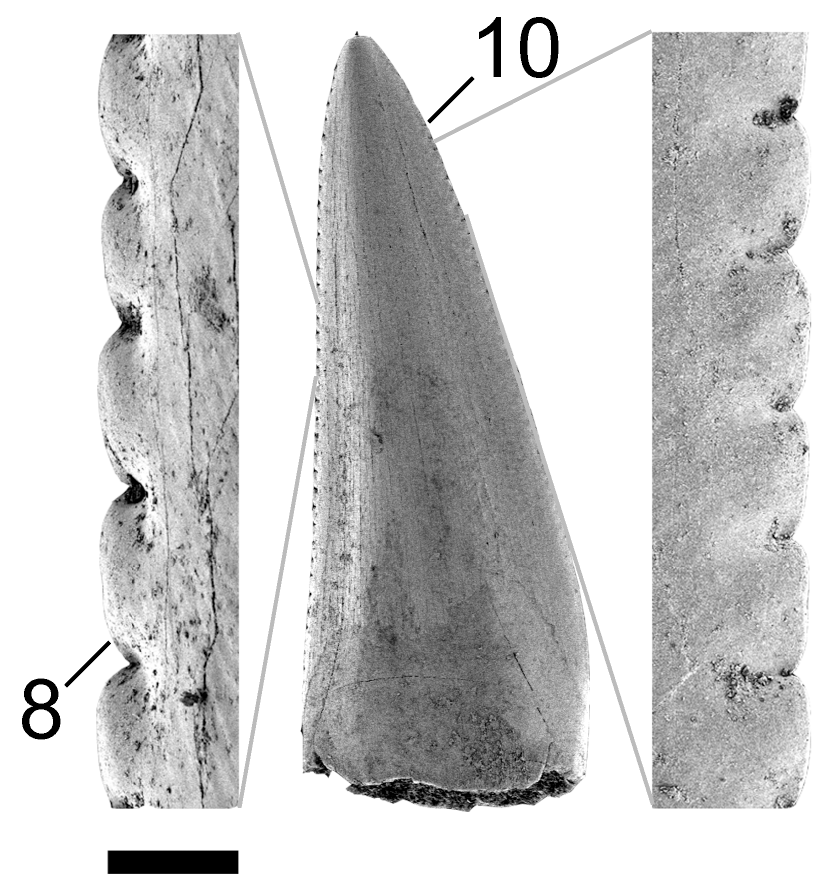
Dente de cf. R. isósceles com close dos dentículos

As mandíbulas foram encontradas em 1917 por Charles Hazelius Sternberg e seus filhos no Parque Provincial dos Dinossauros em Alberta, no local de Little Sandhill Creek. Em 1924, Charles Whitney Gilmore nomeou Chirostenotes pergracilis e referiu as mandíbulas a esta espécie.  Na década de 1980, ficou claro que Chirostenotes era um oviraptorossauro ao qual as longas mandíbulas não poderiam ter pertencido. Portanto, em 1990, Phillip Currie, John Keith Rigby e Robert Evan Sloan nomearam uma espécie separada: Richardoestesia gilmorei.
O gênero foi nomeado em homenagem a Richard Estes, para homenagear seu importante trabalho em pequenos vertebrados e especialmente em dentes de terópodes do Cretáceo Superior. Os autores da nomenclatura pretendiam, na verdade, usar a grafia Ricardoestesia, sendo Ricardus a latinização normal de "Richard". No entanto, exceto na legenda de uma figura esquecida, os editores do artigo alteraram a grafia para incluir o 'h'.

### Espécies
O espécime holótipo de Richardoestesia gilmorei (NMC 343) consiste em um par de mandíbulas inferiores encontradas no grupo superior do rio Judith, datando da era Campaniana, cerca de 75 milhões de anos atrás. As mandíbulas são delgadas e bastante longas, 193 milímetros, mas os dentes são pequenos e serrilhados muito finamente, com cinco a seis dentículos por milímetro. A densidade serrilhada é uma característica distintiva da espécie.
Em 2001, Julia Sankey nomeou uma segunda espécie: Richardoestesia isosceles, com base em um dente, LSUMGS 489:6238, da Formação Texan Aguja, que é de um tipo mais longo e menos recurvado. Os dentes de R. isósceles também foram identificados como de formato crocodiliforme, possivelmente pertencentes a um sebecosuchiano.
Em 2013, um estudo presumiu que os dentes do celurossauro Asiamericana asiatica, do local CBI-14 da Formação Bissekty no Cazaquistão,, eram idênticos aos de Richardoestesia isosceles, e renomeou a espécie para Richardoestesia asiatica. Um estudo subsequente confirmou isso em 2019. O holótipo de R. asiatica é CCMGE 460/12457, e dois outros dentes (ZIN PH 1110/16 e ZIN PH 1129/16) também são conhecidos.

## Classificação

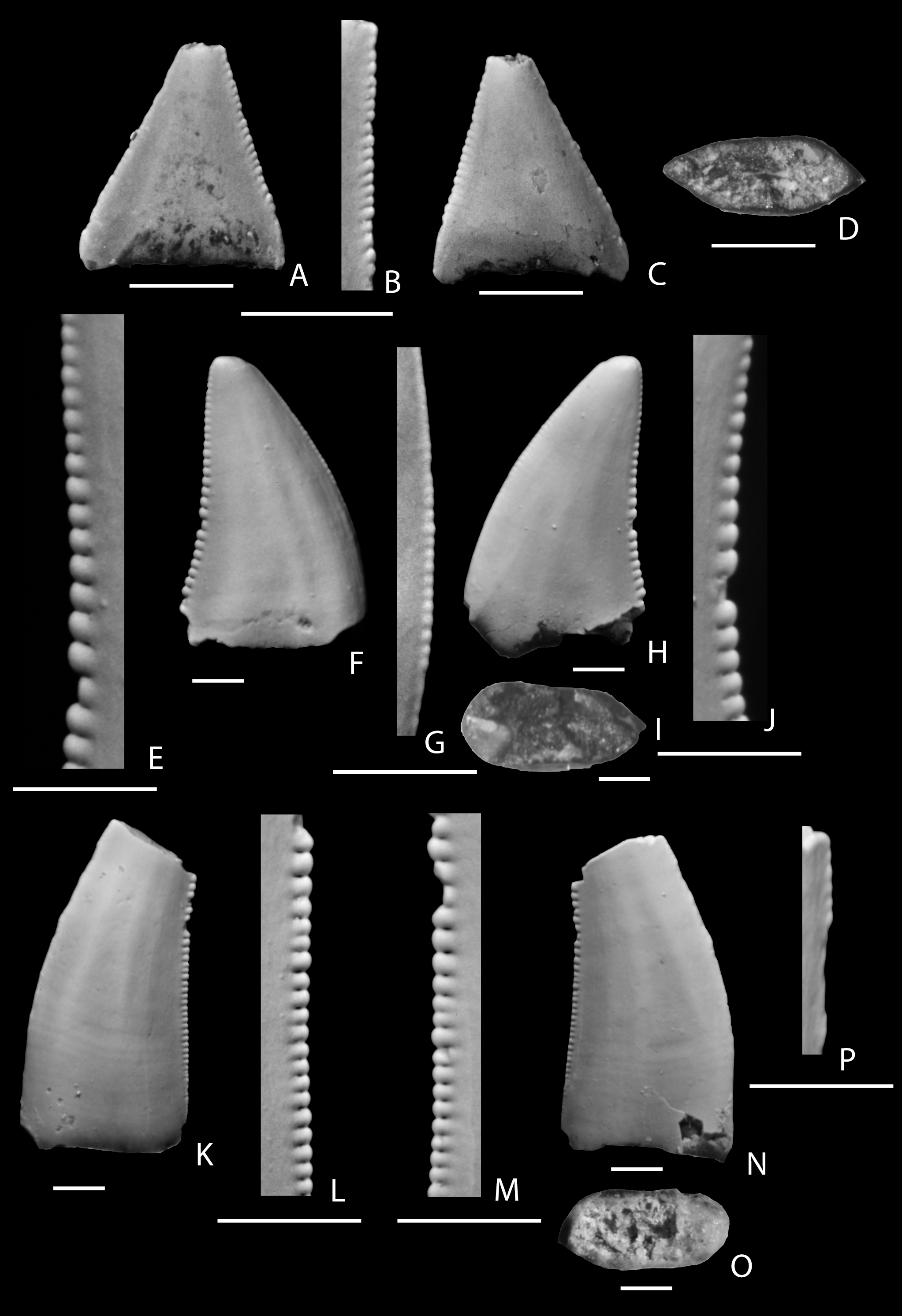
Dentes referidos da Bacia de San Juan

Dentes semelhantes a Richardoestesia foram encontrados em muitas formações geológicas do Cretáceo Superior, incluindo a Formação Horseshoe Canyon, a Formação Scollard, a Formação Hell Creek, a Formação Ferris e a Formação Lance (datada de cerca de 66 milhões de anos atrás). Dentes semelhantes foram referidos a este gênero já na era Barremiana (Formação Cedar Mountain, 125 milhões de anos atrás).
Devido à disparidade na localização e no tempo dos muitos dentes referidos, os pesquisadores lançaram dúvidas sobre a ideia de que todos pertencem ao mesmo gênero ou espécie, e o gênero é melhor considerado um táxon de forma. Um estudo comparativo dos dentes publicado em 2013 demonstrou que tanto R. gilmorei quanto R. isósceles só estavam definitivamente presentes na Formação Dinosaur Park, datada entre 76,5 e 75 milhões de anos atrás. R. isósceles também esteve presente na Formação Aguja, aproximadamente da mesma idade. Todos os outros dentes referidos provavelmente pertencem a espécies diferentes, que não foram nomeadas devido à falta de fósseis corporais para comparação.
Fósseis de Richardoestesia também foram encontrados na Formação Tremp, no nordeste da Espanha (membro Blasi 2).